# Philautus kakipanjang
Philautus kakipanjang es una especie de anfibio anuro de la familia Rhacophoridae.

## Distribución geográfica
Esta especie es endémica de Sarawak occidental en Malasia oriental en la isla de Borneo. Se encuentra en el Parque Nacional Kubah.

## Publicación original
- Dehling & Dehling, 2013: A new montane species of Philautus (Amphibia: Anura: Rhacophoridae) from western Sarawak, Malaysia, Borneo. Zootaxa, n.º 3686, p. 277-288.[4]